# Моральна шкода

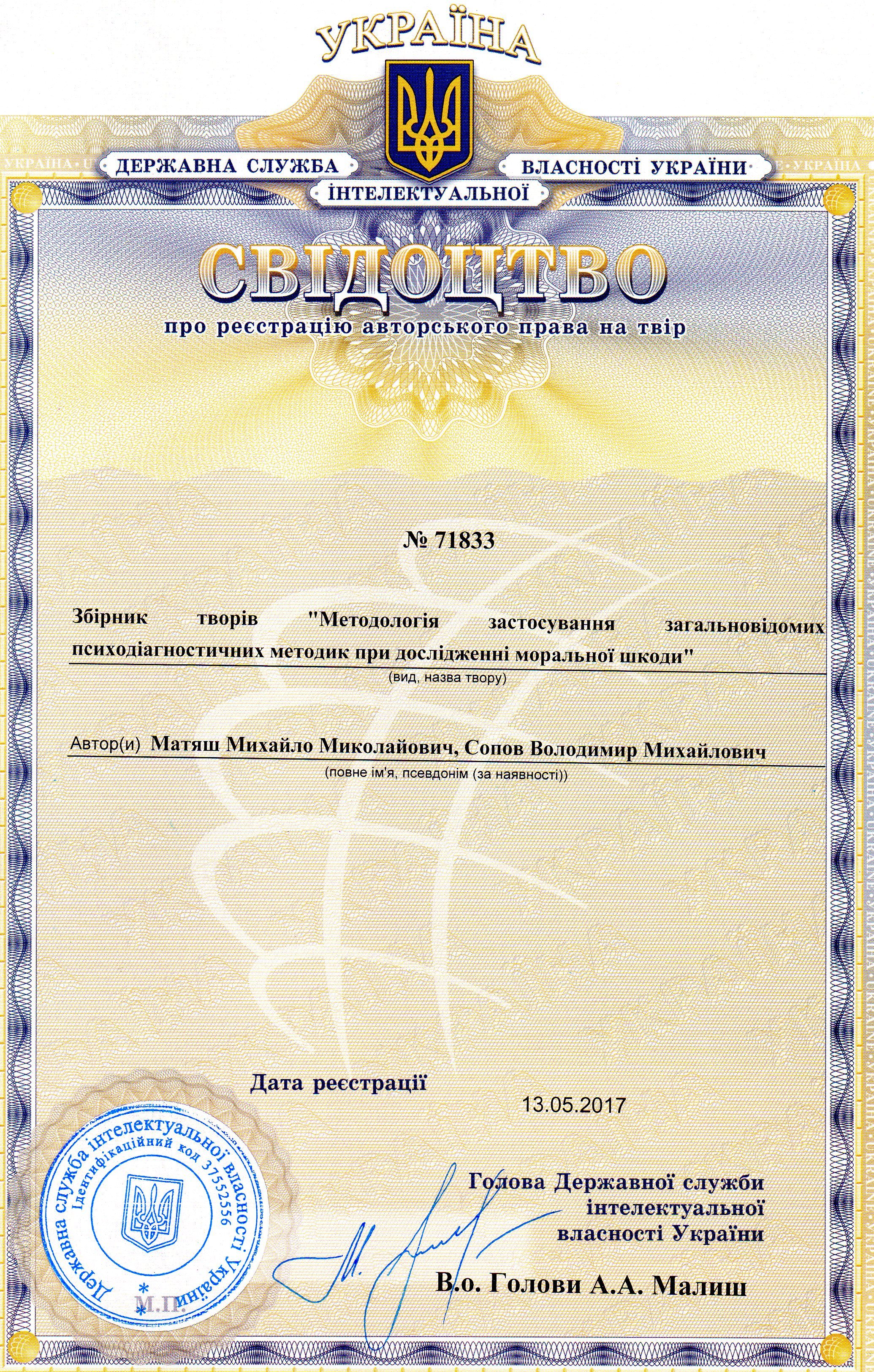

Мора́льна шко́да  – це втрати немайнового характеру внаслідок душевного дискомфорту, переживань, страждань, приниження честі, гідності та ділової репутації, ускладнень особистого життя, зниження творчої активності і погіршення результатів творчої діяльності, втрата чи марнування часу, ускладнення ділової чи політичної кар’єри та інші негативні наслідки у сфері особистого і суспільного життя, що стались внаслідок незаконних дій чи бездіяльності фізичних чи юридичних осіб.
Нормативні акти, в яких утверджено можливість відшкодування моральної шкоди:
- Конституція України;
- Конвенція про захист прав людини і основоположних свобод .
- Конвенція проти катувань та інших жорстоких, нелюдських або таких, що принижують гідність, видів поводження і покарання .
- Цивільний кодекс України;
- Закон України "Про охорону праці";
- Закон України "Про інформацію";
- Закон України "Про звернення громадян";
- Закон України "Про захист прав споживачів";
- Закон України "Про порядок відшкодування шкоди, завданої громадянинові незаконними діями органів, що здійснюють оперативно-розшукову діяльність, органів досудового розслідування,  прокуратури і суду";
- Постанова Пленуму Верховного Суду України "Про практику розгляду судами цивільних справ за позовами про відшкодування шкоди" (від 27.03.1992 №6);
- Постанова Пленуму Верховного Суду України "Про судову практику в справах про відшкодування моральної (немайнової) шкоди" (від 31.03.1995 №4);
- Постанова Пленуму Верховного Суду України "Про судову практику у справах про захист гідності та честі фізичної особи, а також ділової репутації фізичної та юридичної особи" (від 27.02.2009 №1);
- Наказ Міністерства юстиції України від 08.10.1998 №53/5 "Про затвердження Інструкції про призначення та проведення судових експертиз та експертних досліджень та Науково - методичних рекомендацій з питань підготовки та призначення судових експертиз та експертних досліджень".
Питання компенсації моральної шкоди розкриваються в Рішеннях Європейського суду з прав людини: «Чеботар проти України», рішення від 20 липня 2023 року; «Булькач та інші проти України», рішення від 16 листопада 2023 року; «Бабін проти України», рішення від 09 лютого 2023 року;  «Бабкін та інші проти України»,  рішення від 30 листопада 2023 року:  «Клімов та Сливоцький проти України», рішення від 02 березня 2023 року; «Трачук проти України»,  рішення від 2 березня 2023 року ; «Миронюк та інші проти України», рішення від   18 січня 2024 року; «Сторожук та Кононов проти України», рішення від  8 лютого 2024 року; «Савіцький проти України» (заява № 38773/05, рішення від 26.07.2012),  тощо  
Моральна шкода – як втрати немайнового характеру наступає внаслідок душевного дискомфорту, переживань, страждань, приниження честі, гідності та ділової репутації, ускладнень особистого життя, що спричинені фізичним болем та стражданнями, які особа зазнала ушкодженням здоров’я, знищенням, пошкодженням чи незаконним вилученням майна чи образами у процесі кримінального правопорушення чи інших протиправних дій; це погіршення ділових чи інтимних стосунків, взаємин у сім’ї, на роботі, у неформальних колективах, із друзями, родичами, знайомими, коханими, зниження творчої активності й погіршення результатів творчої діяльності; виникнення депресії чи психічних розладів; втрата чи марнування часу, порушення звичайних життєвих зв’язків, ускладнення ділової чи політичної кар’єри та інші негативні наслідки у сфері особистого і суспільного життя, що стались унаслідок  правопорушення або інших незаконних дій чи бездіяльності.
Моральна шкода полягає:
1. у фізичному болю та стражданнях, яких фізична особа зазнала у зв'язку з каліцтвом або іншим ушкодженням здоров'я[4];
2. у душевних стражданнях, яких фізична особа зазнала у зв'язку з протиправною поведінкою щодо неї самої, членів її сім'ї чи близьких родичів;
3. у душевних стражданнях, яких фізична особа зазнала у зв'язку із знищенням чи пошкодженням її майна;
4. у приниженні честі та гідності фізичної особи, а також ділової репутації фізичної або юридичної особи (частина 2 статті 23 Цивільного кодексу України).

У Міжнародному пакті про громадянські та політичні права в п. 6 ст. 14 зазначено:  коли будь-яку особу остаточним рішенням було засуджено  за кримінальний злочин і коли винесений їй вирок був потім скасований або їй було даровано помилування на тій підставі, що якась нова чи нововиявлена обставина  незаперечно  доводить наявність судової помилки, то ця особа, котра зазнала покарання в результаті такого засудження, одержує компенсацію згідно з законом, коли не буде доведено,  що зазначена невідома обставина не була свого часу виявлена винятково або частково з її вини.
Стаття 56 Конституції України визначає, що кожен має право на відшкодування за рахунок держави чи органів місцевого самоврядування матеріальної та моральної шкоди, завданої незаконними рішеннями, діями чи бездіяльністю органів державної влади, органів місцевого самоврядування, їх посадових і службових осіб при здійсненні ними своїх повноважень.
Згідно з ст. 1175 ЦК України  («Відшкодування шкоди, завданої  … у сфері нормотворчої діяльності»)  шкода, завдана фізичній або юридичній особі в результаті прийняття органом державної влади,  або органом місцевого самоврядування нормативно-правового акта, що був визнаний незаконним і скасований, відшкодовується державою,  або органом місцевого самоврядування незалежно від вини посадових і службових осіб цих органів.
Ст. 1167 Цивільного кодексу України: "Моральна шкода, завдана фізичній або юридичній особі неправомірними рішеннями, діями чи бездіяльністю, відшкодовується особою, яка її завдала, за наявності її вини. Моральна  шкода відшкодовується незалежно від вини особи, яка її завдала: 1) якщо шкоди завдано каліцтвом, іншим ушкодженням здоров’я або смертю  фізичної особи  внаслідок  дії джерела  підвищеної небезпеки; 2) якщо шкоди завдано фізичній особі внаслідок її незаконного засудження,  незаконного притягнення до кримінальної відповідальності,  незаконного застосування  запобіжного  заходу, незаконного  затримання,  незаконного накладення адміністративного стягнення у вигляді арешту або виправних робіт.
Ст. 1207 ЦК України визначає: «Шкода,  завдана каліцтвом,  іншим ушкодженням здоров’я або смертю внаслідок злочину,  відшкодовується потерпілому або особам,  які були на його утриманні або мали на  день його смерті право на одержання від нього утримання, а також дитині потерпілого, народженої після його смерті (особам, визначеним статтею 1200 ЦК України), державою, якщо не встановлено  особу,  яка вчинила  злочин,  або якщо  вона  є неплатоспроможною».
Способи відшкодування: грошима, майном або в інший спосіб (ч. 3 ст. 23 Цивільного кодексу України).
Розмір моральної шкоди визначається судом незалежно від відшкодування майнової шкоди.